# Nielseniella brinki
Nielseniella brinki är en tvåvingeart som först beskrevs av Nielsen 1964.  Nielseniella brinki ingår i släktet Nielseniella och familjen fjärilsmyggor.
Artens utbredningsområde är Madeira. Inga underarter finns listade i Catalogue of Life.